# Personne de confiance
La personne de confiance est une notion de droit français de la santé. Elle a été créée initialement pour favoriser le consentement des personnes hors d'état de s'exprimer, suivant ainsi l'avis no 58, 12 juin 1998 du CCNE, le Comité consultatif national d'éthique.
Ce rôle a été étendu dans la loi à deux missions :
- accompagner à sa demande le patient dans des démarches de santé, y compris les consultations médicales, dans le but de l'aider à mieux comprendre ce qui s'est passé lors de ces démarches ;
- transmettre les volontés du patient qui serait devenu hors d'état de s'exprimer (en raison de coma ou de démence par exemple) à l'équipe médicale par le biais des directives anticipées[2].

Cette personne de confiance ne peut décider à la place du malade ou avoir accès aux informations le concernant (dossier médical), sauf exceptions précisées dans la loi. Conformément à la loi, la personne de confiance n’a pas accès au dossier médical. Pour qu’elle puisse disposer des informations de santé du patient, elle doit, au préalable, obtenir un mandat complémentaire auprès de lui.

## À l'international
Réglementations de la personne de confiance dans d'autres pays :
- Allemagne : Vorsorgevollmacht (de)
- Angleterre et Pays de Galles : Healthcare proxy (en)
- Belgique : Mandataire
- États-Unis : Healthcare proxy